# Eduard VIII.
Eduard VIII. (celým jménem Edward Albert Christian George Andrew Patrick David; 23. června 1894, Richmond upon Thames – 28. května 1972 Paříž) byl král Spojeného království a britských dominií a císař Indie od 20. ledna 1936 až do své abdikace 11. prosince 1936, kdy byl okamžitě nahrazen svým mladším bratrem Jiřím VI. Eduard byl druhým britským panovníkem pocházejícím z Windsorské dynastie.
Pouhý měsíc po svém nástupu vyvolal Eduard ústavní krizi, když požádal o ruku rozvedenou Američanku Wallis Simpsonovou. I když z právního hlediska se s ní mohl Eduard oženit a zůstat králem, britský premiér tomuto sňatku odporoval tvrzením, že by ji občané nepřijali za svou královnu. Eduard si uvědomoval, že by ministři v případě jeho sňatku rezignovali, což by mohlo přivést zemi k všeobecným volbám a jeho status jako politicky neutrálního panovníka by byl vážně poškozen. Dal tedy přednost své abdikaci a stal se tak jediným panovníkem království Commonwealthu, který se dobrovolně vzdal trůnu. Doba jeho vlády trvala pouhých 325 dní a stala se tak jedním z nejkratších období vlády britských panovníků. Eduard nebyl nikdy korunován.
Po své abdikaci přijal status syna panovníka a byl mu udělen titul vévody z Windsoru. V období druhé světové války byl nejdříve zařazen u britské vojenské mise ve Francii, ale poté, co byl obviněn z pronacistických sympatií, byl přesunut na Bahamy jako guvernér a vrchní velitel. Po válce mu nebyla nabídnuta žádná oficiální funkce a zbytek života strávil v ústraní.

## Biografie

### Původ, mládí

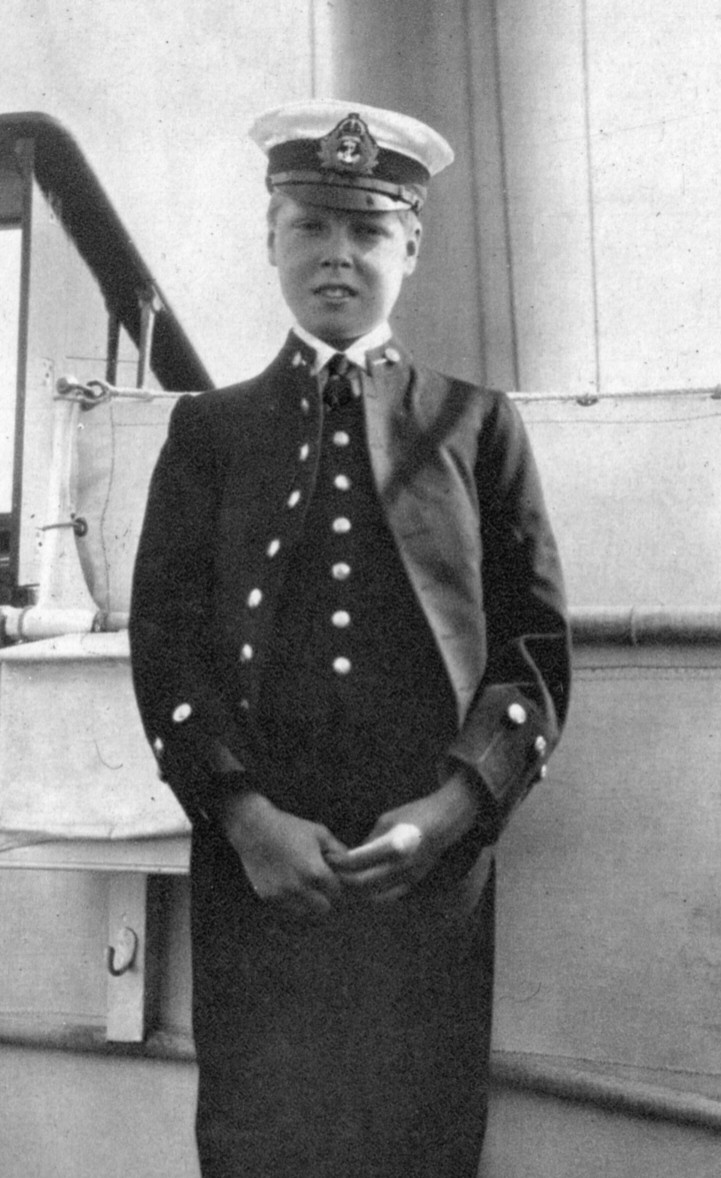
Mladý Eduard

Eduard se narodil 23. června v Richmondu jako nejstarší syn Jiřího, vévody z Yorku (později krále Jiřího V.) a jeho manželky Marie z Tecku.
Studoval na námořních školách, nejprve v Osborne a později v Dartmouthu a sloužil dva roky u britského námořnictva. Poté, co jeho otec nastoupil na britský trůn, mu byl udělen titul prince z Walesu a začal se připravovat na budoucí královské povinnosti. Jeho námořní kariéra byla ukončena a začal studovat na Magdalenině koleji v Oxfordu. Protože byl podle svých učitelů na takové studium nedostatečně připraven, odešel odsud už po osmi semestrech.
V době vypuknutí první světové války Eduard dosáhl věku, kdy již mohl sloužit v britské armádě. Do armády vstoupil v červnu 1914 a sloužil u granátnické stráže. Eduard měl zájem o službu na frontě, ale na základě rozhodnutí ministra války mu v tom bylo, jako následníkovi trůnu, zabráněno. Nicméně Eduard byl svědkem válečných střetů v první linii a mohl sledovat boje na frontě tak často, jak chtěl. Jeho role ve válce, ačkoli se do ní příliš aktivně nezapojoval, mu přinesla velkou popularitu mezi válečnými veterány.

### Královské povinnosti

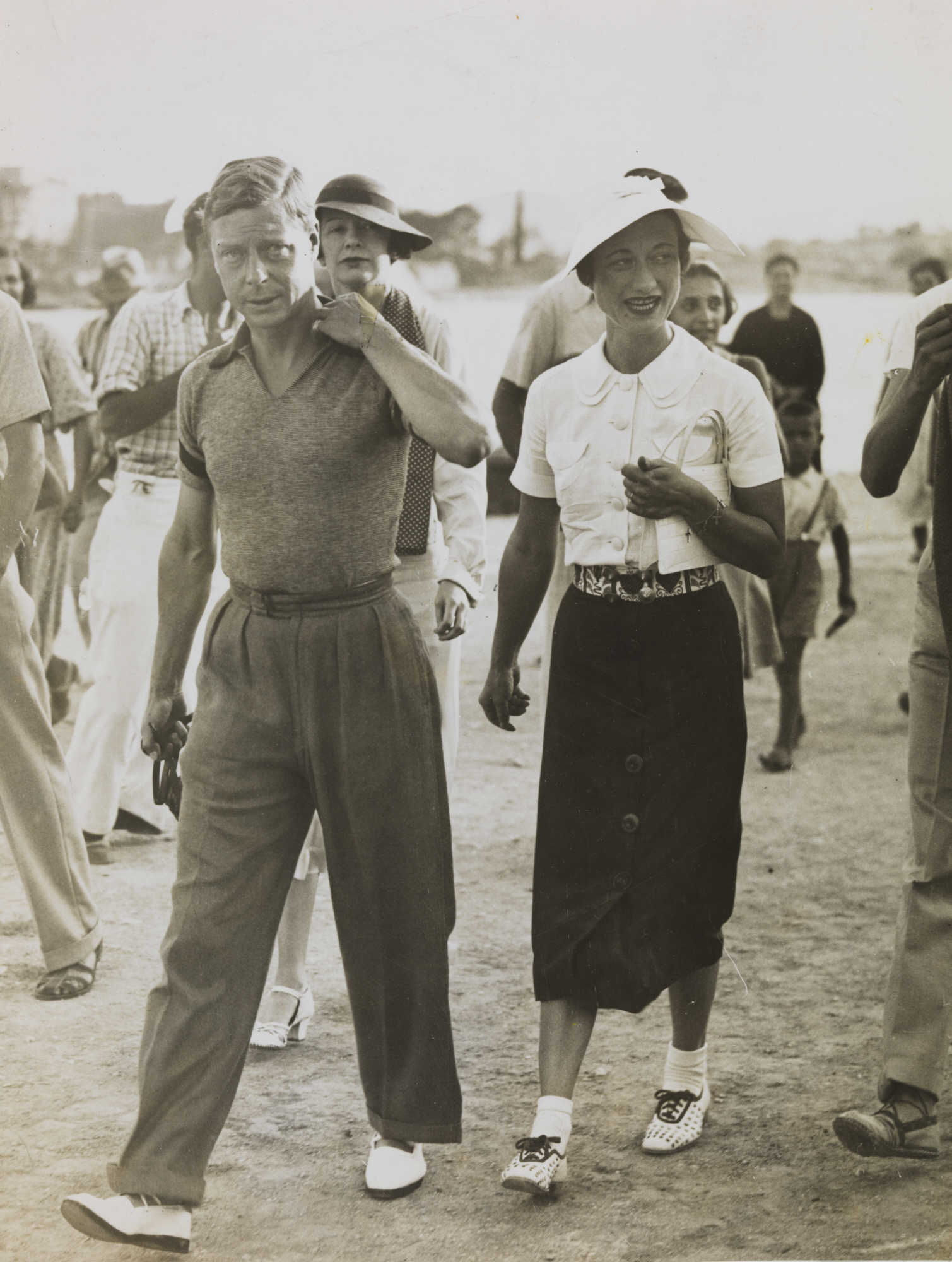
Eduard a Wallis Simpsonová na dovolené v Jugoslávii v roce 1936.

Ve 20. letech zastupoval Eduard svého otce při některých příležitostech, a to jak v Británii, tak i v zahraničí. Zajímal se o chudé části země a v letech 1919 až 1935 podnikl 16 cest po zemích Britského impéria. Jeho atraktivní vzhled a charisma, zcestovalost i status svobodného muže mu přinesly velkou pozornost a stal se populární jako filmová hvězda té doby. V době největší slávy se stal nejfotografovanější celebritou a určoval mužskou módu.
Eduardova zženštilost a jiné stránky jeho bezstarostné povahy ve 20. a 30. letech působily starosti britskému premiérovi, jeho otci králi i jiným jeho přátelům. Jiří V. byl nespokojen, že se Eduard nebyl schopen usadit, zatímco jeho bratr Albert se oženil a měl dvě děti.
Roku 1930 věnoval král Eduardovi dům v Sunningdale. Zde se Eduard stýkal s několika provdanými ženami, z nichž jedna ho seznámila s Američankou Wallis Simpsonovou. Ta se rozvedla se svým prvním manželem roku 1927 a krátce nato se provdala za amerického obchodníka Ernesta Simpsona. Eduard a Wallis se stali milenci, i když to Eduard před svým otcem popíral. Tento poměr ještě zhoršil již tak nedobrý vztah mezi Eduardem a jeho otcem.

### Vláda
Král Jiří zemřel 20. ledna 1936 a Eduard nastoupil na trůn jako Eduard VIII. Hned následující den porušil Eduard královský protokol, když sledoval vyhlášení o svém jmenování panovníkem z okna St James's Palace v doprovodu tehdy ještě stále vdané Simpsonové.
Eduard působil ve vládních kruzích nesnáze svými aktivitami, které mohly být interpretovány jako zásahy do politiky. Při návštěvě vesnic postižených snižováním těžby uhlí se vyjádřil, že by pro nezaměstnané horníky mělo být něco podniknuto, což bylo vykládáno jako kritika současné vlády, i když nebylo jasné, zda to tak Eduard zamýšlel. Ministři se obávali posílat tajné dokumenty do Fort Belvederu, protože se obávali, že Eduard si není jist jejich významem a paní Simpsonová nebo její hosté by se k nim mohli dostat.
V průběhu srpna a září podnikli Eduard a Simpsonová okružní cestu lodí po Středozemním moři. V říjnu začalo být zřejmé (zvláště poté, co byl potvrzen rozvod manželů Simpsonových), že se nový král chce se svou milenkou oženit. Byly zahájeny přípravy na korunovaci krále a královny. S ohledem na církevní prostředí a nejasnosti ohledně církevního postoje ke sňatku se neměla korunovace konat ve Westminsterském opatství, ale v Banqueting House na Whitehallu.

### Abdikace

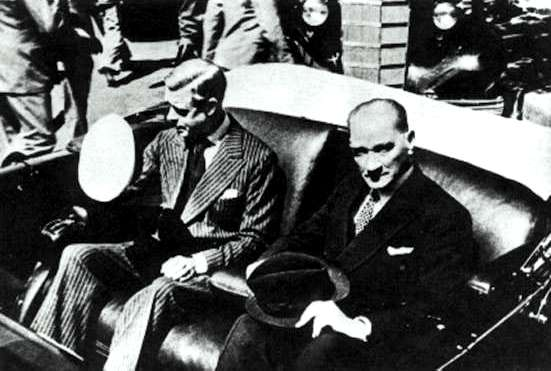
Edward VIII s tureckým prezidentem Mustafou Kemalem Atatürkem v Istanbulu, (4. září 1936)

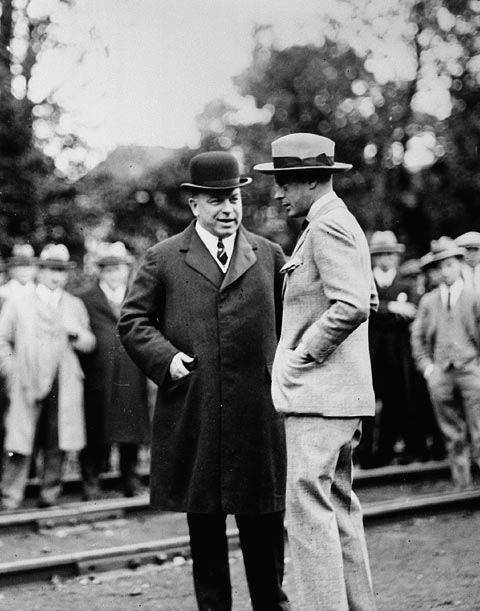
Eduard při návštévě Kanady

16. listopadu 1936 pozval Eduard premiéra Stanleye Baldwina do Buckinghamského paláce a vyjádřil svůj úmysl oženit se s Wallis Simpsonovou. Baldwin ho informoval, že jeho poddaní budou považovat tento sňatek za morálně neakceptovatelný, zvláště proto, že je tento sňatek s rozvedenou ženou kritizován anglikánskou církví, a lidé Simpsonovou jako královnu nepřijmou. Eduard byl jako král hlavním představitelem církve a kněží očekávali, že bude názory církve respektovat.
Eduard navrhl alternativu morganatického manželství, v jejímž rámci by zůstal králem, avšak jeho manželka by nepoužívala titul královny, ale byl by jí udělen nižší šlechtický titul a jejich případní potomci by nebyli následníky trůnu. Tento návrh byl britskou vládou a vládami jiných dominií na základě zákona z roku 1931 (Statute of Westminster 1931) odmítnut. Tento zákon uvádí, že změny v následnictví na britském trůnu vyžadují souhlas parlamentů dominií i britského parlamentu. Předsedové vlád Austrálie, Kanady a Jihoafrické unie vyjádřili svůj nesouhlas s Eduardovým sňatkem s rozvedenou ženou.
Eduard pak sdělil Baldwinovi, že bude abdikovat, pokud by jeho sňatek nebyl přijatelný pro britskou veřejnost. Baldwin pak navrhl tři možnosti – zavržení myšlenky na sňatek, sňatek proti vůli vlády anebo abdikace. Eduard se sňatku nechtěl vzdát a věděl, že by vyvolal demisi vlády a ústavní krizi. Zvolil tedy abdikaci.
Dokument o tom podepsal ve Fort Belvedere 10. prosince 1936 v přítomnosti svých bratrů Alberta, vévody z Yorku, a Jiřího, vévody z Kentu. Následující den vyslovil královský souhlas s deklarací o své abdikaci. Podle zákona z roku 1931 musela s jeho abdikací souhlasit i všechna dominia.
Po abdikaci vysvětlil národu v rozhlasovém projevu důvody své abdikace a odjel do Rakouska. Jeho bratr Albert, vévoda z Yorku, se stal jeho nástupcem jako Jiří VI. Eduard se s Wallis Simpsonovou oženil 3. června 1937 v soukromém obřadu ve Francii, který byl později potvrzen obřadem v Anglii. Simpsonová po svatbě přijala příjmení Warfieldová.

### Druhá světová válka

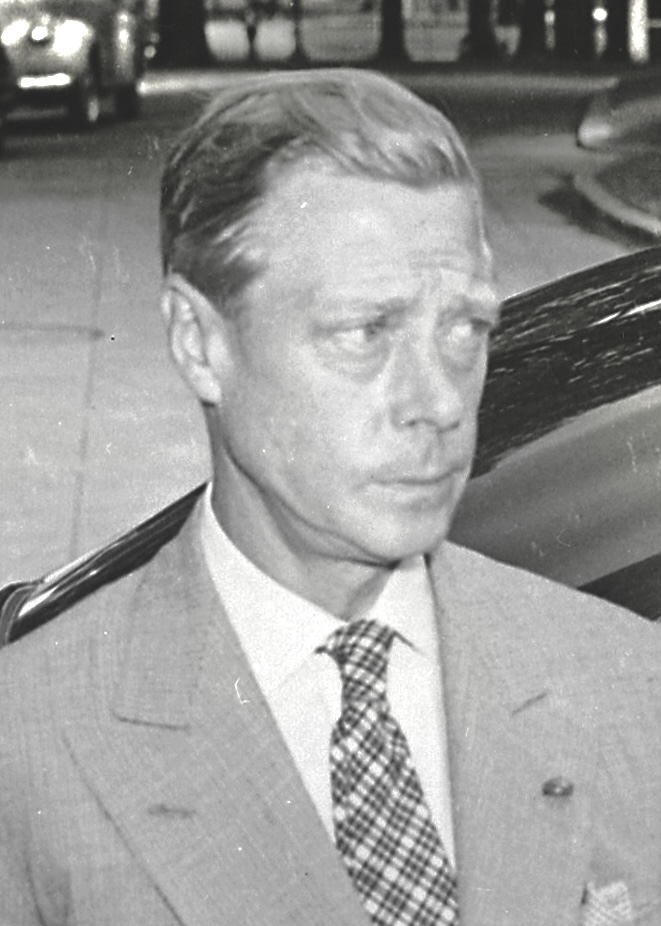
Eduard v roce 1945

V říjnu 1937 Eduard se svou manželkou navštívili, navzdory doporučení britské vlády, nacistické Německo a setkali se s Adolfem Hitlerem. Tato návštěva byla využita německou propagandou. Během návštěvy Eduard dokonce používal nacistický pozdrav, který používal i v kruhu rodiny. Bývalý rakouský velvyslanec uváděl, že Eduard dával přednost fašismu jako hrázi proti komunismu. Zážitky z první světové války jej vedly k příklonu k appeasementu.
Po vypuknutí války v září roku 1939 byli Eduard s manželkou převezeni z Francie do Británie a Eduard byl jmenován generálmajorem přiděleným k britské vojenské misi ve Francii. V únoru 1940 prohlásil německý velvyslanec v Haagu Julius von Zech-Burkersroda, že Eduard zavinil únik informací o plánech spojenecké obrany Belgie. Po napadení Francie se Eduard se svou manželkou přesunul na jih a později do Portugalska. Eduard požádal německé vojsko, aby postavilo k jeho domu v Paříži stráž, aby nedošlo k jeho drancování. Poraženecký rozhovor s Eduardem byl poslední kapkou pro britskou vládu. Winston Churchill mu pohrozil soudem, pokud se nevrátí do Británie. V srpnu byli Eduard s manželkou dopraveni na Bahamy, kde podle Churchilla nehrozilo, že by Eduard mohl poškozovat britské zájmy. Eduard zde zastával až do konce války funkci guvernéra.
Mnoho historiků se domnívá, že Hitler byl připraven dosadit Eduarda na britský trůn, aby podpořil myšlenku fašismu v Británii. Je známo, že jak Eduard, tak především jeho manželka, sympatizovali před druhou světovou válkou a v jejím průběhu s fašismem. Vévoda Karl Alexander von Württemberg prozradil FBI, že Eduardova manželka se stýkala s německým velvyslancem v Londýně, Joachimem von Ribbentropem, byla s ním v kontaktu i v průběhu války a předávala mu některé tajné informace.

### Pozdní období
Po válce se oba vrátili do Francie, kde žili v ústraní, protože Eduardovi nebyla poté, co skončil ve funkci guvernéra na Bahamách, nabídnuta žádná oficiální funkce. Jejich výdaje byly částečně financovány britskou vládou a město Paříž jim pronajalo dům za symbolickou cenu. Roku 1951 vydal Eduard knihu „Příběh krále“ a příjmy z vydání této knihy přispívaly do rozpočtu dvojice.
Královská rodina Eduardovu manželku nikdy nepřijala. On sám se občas setkal s některým jejím členem a účastnil se Jiřího pohřbu, i když korunovaci své neteře Alžběty sledoval pouze v televizi. Roku 1965 se manželé vrátili do Anglie. V 60. letech se Eduardovo zdraví zhoršilo. Roku 1971 byla u něho, jako náruživého kuřáka, diagnostikována rakovina jícnu. Zemřel 28. května 1972 v Paříži a byl pochován ve Frogmore.

## Odrazy v populární kultuře
- O jeho abdikaci a vztahu k Wallis Simpsonové pojednává britský televizní seriál Edvard a paní Simpsonová (Edward & Mrs. Simpson) z roku 1980, kde jeho postavu ztvárnil britský herec Edward Fox.
- Podobně se objevuje v oscarovém filmu Králova řeč (2010), kde však ústřední postavou je jeho bratr Albert. Eduarda zde ztvárnil britsko-australský herec a hudebník Guy Pearce.
- Dostalo se mu nemalé pozornosti v seriálu The Crown stanice Netflix, jehož hlavní postavou je královna a Eduardova neteř Alžběta II. V prvních dvou řadách jej ztvárnil Alex Jennings, ve třetí řadě Derek Jacobi.

## Tituly, oslovení a vyznamenání

### Tituly a oslovení
- 23. června 1894 – 28. května 1898: Jeho Výsost princ Eduard z Yorku
- 28. května 1898 – 22. ledna 1901: Jeho královská Výsost princ Eduard z Yorku
- 22. ledna – 9. listopadu 1901: Jeho královská Výsost princ Eduard z Cornwallu a Yorku
- 9. listopadu 1901 – 6. května 1910: Jeho královská Výsost princ Eduard z Walesu
- 6. května – 23. června 1910: Jeho královská Výsost vévoda z Cornwallu
- 23. června 1910 – 20. ledna 1936: Jeho královská Výsost princ z Walesu
- ve Skotsku: Jeho královská Výsost vévoda z Rothesay
- 20. ledna – 11. prosince 1936: Jeho Veličenstvo král
- příležitostně, s ohledem na Indii: Jeho Veličenstvo král-císař
- 11. prosince 1936 – 8. března 1937: Jeho královská Výsost princ Eduard
- 8. března 1937 – 28. května 1972: Jeho královská Výsost vévoda z Windsoru

## Vývod z předků
|              |                                 |  |                      |                                                               |  |  |  |  |  |  |  | Arnošt I. Sasko-Kobursko-Gothajský |
|              |                                 |  |                      |                                                               |  |  |  |  |  |  |  |                                    |
|              | Albert Sasko-Kobursko-Gothajský |  |                      |                                                               |  |  |  |  |  |  |  |                                    |
|              |                                 |  |                      |                                                               |  |  |  |  |  |  |  |                                    |
|              |                                 |  |                      | Luisa Sasko-Gothajsko-Altenburská                             |  |  |  |  |  |  |  |                                    |
|              |                                 |  |                      |                                                               |  |  |  |  |  |  |  |                                    |
|              | Eduard VII.                     |  |                      |                                                               |  |  |  |  |  |  |  |                                    |
|              |                                 |  |                      |                                                               |  |  |  |  |  |  |  |                                    |
|              |                                 |  |                      | Eduard August Hannoverský                                     |  |  |  |  |  |  |  |                                    |
|              |                                 |  |                      |                                                               |  |  |  |  |  |  |  |                                    |
|              | královna Viktorie               |  |                      |                                                               |  |  |  |  |  |  |  |                                    |
|              |                                 |  |                      |                                                               |  |  |  |  |  |  |  |                                    |
|              |                                 |  |                      | Viktorie Sasko-Kobursko-Saalfeldská                           |  |  |  |  |  |  |  |                                    |
|              |                                 |  |                      |                                                               |  |  |  |  |  |  |  |                                    |
|              | Jiří V.                         |  |                      |                                                               |  |  |  |  |  |  |  |                                    |
|              |                                 |  |                      |                                                               |  |  |  |  |  |  |  |                                    |
|              |                                 |  |                      | Fridrich Vilém Šlesvicko-Holštýnsko-Sonderbursko-Glücksburský |  |  |  |  |  |  |  |                                    |
|              |                                 |  |                      |                                                               |  |  |  |  |  |  |  |                                    |
|              | Kristián IX.                    |  |                      |                                                               |  |  |  |  |  |  |  |                                    |
|              |                                 |  |                      |                                                               |  |  |  |  |  |  |  |                                    |
|              |                                 |  |                      | Luisa Karolina Hesensko-Kasselská                             |  |  |  |  |  |  |  |                                    |
|              |                                 |  |                      |                                                               |  |  |  |  |  |  |  |                                    |
|              | Alexandra Dánská                |  |                      |                                                               |  |  |  |  |  |  |  |                                    |
|              |                                 |  |                      |                                                               |  |  |  |  |  |  |  |                                    |
|              |                                 |  |                      | Vilém Hesensko-Kasselský                                      |  |  |  |  |  |  |  |                                    |
|              |                                 |  |                      |                                                               |  |  |  |  |  |  |  |                                    |
|              | Luisa Hesensko-Kasselská        |  |                      |                                                               |  |  |  |  |  |  |  |                                    |
|              |                                 |  |                      |                                                               |  |  |  |  |  |  |  |                                    |
|              |                                 |  |                      | Luisa Šarlota Dánská                                          |  |  |  |  |  |  |  |                                    |
|              |                                 |  |                      |                                                               |  |  |  |  |  |  |  |                                    |
| Eduard VIII. |                                 |  |                      |                                                               |  |  |  |  |  |  |  |                                    |
|              |                                 |  |                      |                                                               |  |  |  |  |  |  |  |                                    |
|              |                                 |  | Ludvík Württemberský |                                                               |  |  |  |  |  |  |  |                                    |
|              |                                 |  |                      |                                                               |  |  |  |  |  |  |  |                                    |
|              | Alexandr Württemberský          |  |                      |                                                               |  |  |  |  |  |  |  |                                    |
|              |                                 |  |                      |                                                               |  |  |  |  |  |  |  |                                    |
|              |                                 |  |                      | Henrietta Nasavsko-Weilburská                                 |  |  |  |  |  |  |  |                                    |
|              |                                 |  |                      |                                                               |  |  |  |  |  |  |  |                                    |
|              | František z Tecku               |  |                      |                                                               |  |  |  |  |  |  |  |                                    |
|              |                                 |  |                      |                                                               |  |  |  |  |  |  |  |                                    |
|              |                                 |  |                      | László Rhédy de Kis-Rhéde                                     |  |  |  |  |  |  |  |                                    |
|              |                                 |  |                      |                                                               |  |  |  |  |  |  |  |                                    |
|              | Claudine Rhédey von Kis-Rhéde   |  |                      |                                                               |  |  |  |  |  |  |  |                                    |
|              |                                 |  |                      |                                                               |  |  |  |  |  |  |  |                                    |
|              |                                 |  |                      | Ágnes Inczédy de Nagy-Várad                                   |  |  |  |  |  |  |  |                                    |
|              |                                 |  |                      |                                                               |  |  |  |  |  |  |  |                                    |
|              | Marie z Tecku                   |  |                      |                                                               |  |  |  |  |  |  |  |                                    |
|              |                                 |  |                      |                                                               |  |  |  |  |  |  |  |                                    |
|              |                                 |  |                      | Jiří III.                                                     |  |  |  |  |  |  |  |                                    |
|              |                                 |  |                      |                                                               |  |  |  |  |  |  |  |                                    |
|              | Adolf z Cambridge               |  |                      |                                                               |  |  |  |  |  |  |  |                                    |
|              |                                 |  |                      |                                                               |  |  |  |  |  |  |  |                                    |
|              |                                 |  |                      | Šarlota Meklenbursko-Střelická                                |  |  |  |  |  |  |  |                                    |
|              |                                 |  |                      |                                                               |  |  |  |  |  |  |  |                                    |
|              | Marie Adelaida z Cambridge      |  |                      |                                                               |  |  |  |  |  |  |  |                                    |
|              |                                 |  |                      |                                                               |  |  |  |  |  |  |  |                                    |
|              |                                 |  |                      | Fridrich Hesensko-Kasselský                                   |  |  |  |  |  |  |  |                                    |
|              |                                 |  |                      |                                                               |  |  |  |  |  |  |  |                                    |
|              | Augusta Hesensko-Kaselská       |  |                      |                                                               |  |  |  |  |  |  |  |                                    |
|              |                                 |  |                      |                                                               |  |  |  |  |  |  |  |                                    |
|              |                                 |  |                      | Karolina Nasavsko-Usingenská                                  |  |  |  |  |  |  |  |                                    |
|              |                                 |  |                      |                                                               |  |  |  |  |  |  |  |                                    |